# Raven Flight
Raven Flight – trzeci album muzyczny rosyjskiej grupy Viking metalowej Nomans Land pochodzącej z Petersburga. Został wydany 1 grudnia 2006 roku przez niemiecką wytwórnię Einheit Produktionen. W nagraniach ponownie uczestniczyli ci sami muzycy, co na poprzedniej płycie - prócz standardowego składu wzięli w nich udział dwaj keyboardziści, Ilya Denisov i Igor Pelekhaty. Niedługo po wydaniu płyty z zespołu odszedł gitarzysta Torvald z przyczyn osobistych.
Nagrania były prowadzone w roku 2006 w rosyjskim studiu nagraniowym Phantom Pain. Okładkę albumu zaprojektował Jan Patrik Krasny.

## Lista utworów
1. "To the Far Lands" - 1:34
2. "Sea Battlefield" - 4:00
3. "Torir Scald" - 4:20
4. "Bridge Warder" - 4:48
5. "Mjolnir" - 4:32
6. "Hail Normann!!!" - 4:44
7. "Raven Flight" - 3:56
8. "Dragon’s Grin" - 4:04
9. "Beard of Storm" - 3:35
10. "War Song" - 4:09
11. "Back with Glory" - 1:37

## Wykonawcy
- Sigurd - czysty wokal, gitara elektryczna,
- Hjervard - ostry wokal, gitara basowa,
- Ainar - perkusja,
- Torvald - gitara elektryczna,
- Ilya Denisov - keyboard,
- Igor Pelekhaty - keyboard